# Fluke (película)
Fluke es una película dramática estadounidense de 1995, dirigida por Carlo Carlei, la cual presenta la historia de un hombre que reencarna en un perro.

## Argumento
Basada en la novela homónima (Aullidos, en su edición en español) de James Herbert, narra lo sucedido a Thomas P. Johnson, un empresario que muere en un accidente automovilístico tras una pelea con su mejor amigo y socio, Jeff Newman. Es en ese momento cuando nace el perro Fluke. Es hijo de una perrita callejera y, a los pocos días, tanto él como su madre y sus hermanos son llevados por la perrera. Una vez que el cachorro consigue escapar, es adoptado por una anciana indigente, y es ella quien le da al perro el nombre de Fluke. La anciana le enseñó al perro algunos trucos para entretener a la gente, para así, poder comprar algo de comida. Desafortunadamente, una noche, la buena anciana fallece y es llevada en la ambulancia de los médicos forenses, mientras se ve un destello de luz que demuestra cómo su alma reencarna en una luciérnaga.  
Al amanecer del día siguiente, Fluke conoce a Rambo, un perro mayor, que le ayuda a protegerse de los humanos. Durante la trama, Fluke y Rambo se hacen amigos y todos los días acuden al establecimiento de hamburguesas de Bert, quien los alimenta. Es en ese lugar donde Fluke comienza a tener visiones sobre su vida anterior. Tanto Fluke como Rambo se han hecho buenos amigos, viviendo numerosas aventuras juntos y, con el tiempo, Fluke se ha convertido en un perro adulto. Poco después, aparece Sylvester, que es un malandrín que le roba los bocadillos a Bert y cuando Fluke se da cuenta lo muerde. Fluke confiesa a Rambo que en sus visiones su familia está en peligro y que debe protegerlos. Sylvester, en venganza por el ataque, secuestra a Fluke para llevárselo a un laboratorio de cosméticos donde experimentan con animales. En el momento en que tienen en experimentación a Fluke, Rambo entra por la ventana y lo rescata, pero al escapar Rambo recibe un disparo de Sylvester y antes de morir le confiesa a Fluke que él, en su otra vida como humano, había sido el hermano de Bert. 
Fluke, al quedarse solo, emprende la búsqueda de su familia y llega a la escuela de su hijo, Brian. Cuando ve a su esposa Carol en su automóvil, se abalanza contra la ventanilla y comienza a ladrarles. Carol, asustada, se retira con Brian de la escuela, pero Fluke los sigue. Después de un largo recorrido, logra llegar a la casa de su familia y toca la puerta. Brian, emocionado, le hace ver a su mamá que el perro los siguió. Después de un rato, Carol es convencida por Brian y decide darle de comer y adoptarlo. Cuando su exsocio y amigo Jeff aparece en la casa, Fluke cree que él fue el culpable de su muerte y lo ataca, por lo que llaman a la perrera. Fluke huye del lugar y poco después Brian lo oculta en la casa. Debido a que Fluke recordaba solo parcialmente el incidente de su muerte, sigue a Jeff a su trabajo para vengarse de él. Enfermo y al darse cuenta de que Fluke no estaba, Brian sale a buscarlo. Karol llama preocupada a Jeff para decirle que Brian no estaba en casa y que se aproximaba una tormenta de nieve. Pocos minutos después de haber arrancado, Jeff descubre que Fluke está allí, adentro, atacándolo, lo que hace que pierda el control del automóvil y se estrelle contra un muro de ladrillos. Fluke logra así vengarse pero, de pronto, recuerda todo lo sucedido en su muerte y se da cuenta de que había cometido un gravísimo error, ya que Jeff nunca había sido culpable: él mismo había provocado el accidente que le costó la vida. Así, lastimado, pues había salido disparado por el parabrisas, Fluke llega hasta su amigo, quien aún está inconsciente, para despertarlo; en ese momento, Jeff le dice a Fluke que Brian salió a buscarlo y que está enfermo, que la nieve lo pondrá peor, que debe encontrarlo. 
Después de una intensa búsqueda, encuentra a su hijo en el cementerio, frente a su propia tumba. Debido a la intensa nevada, Fluke lo protege al recostarse sobre él. Carol, después de deducir dónde está su hijo (encuentra un dibujo suyo en la mesa, con la imagen de su papá volando rumbo al cielo), Carol logra llegar al cementerio y lleva a Brian hacía el automóvil. Brian le dice que Fluke le salvó la vida y que tuvo un sueño en el que Fluke se despedía. Cuando Carol busca a Fluke, lo encuentra frente a la tumba de su esposo y Fluke, con su pata, quita la nieve y revela la leyenda Por siempre que se encuentra en su lápida y con una mirada se despide de ella y sale corriendo. Fluke comprende que su familia ya está a salvo y que Jeff será el esposo y padre que él nunca supo ser. Al finalizar, Fluke y Rambo se reencuentran, pero ahora su fiel amigo ha reencarnado en una ardilla.

## Reparto
- Comet como Fluke, un perro que se reencarnó tras la muerte de un hombre de negocios.
- Matthew Modine como Thomas P. Johnson, un adicto al trabajo, el mejor amigo de Jeff, el marido de Carol y el padre de Brian. Como el perro Fluke, su lucha por regresar a su antigua vida humana finalmente le enseña la importancia de seguir adelante.
- Nancy Travis como Carol Johnson, la esposa de Thomas, la madre de Brian. A lo largo de la película, se demuestra que no le gustan los perros e incluso es casi hostil hacia Fluke. Al final de la película, se da a entender que tiene una mayor empatía por los animales después de darse cuenta de la verdadera identidad de Fluke.
- Max Pomeranc como Brian Johnson, el hijo de Thomas y Carol. A pesar de la adicción al trabajo de Thomas, Brian recuerda a su padre con cariño y se demuestra que lo extraña muchísimo.
- Eric Stoltz como Jeff Newman, el mejor amigo de Thomas. En los años transcurridos desde la muerte de Thomas, ha comenzado a llenar el vacío que dejó Thomas.
- Bill Cobbs como Bert
- Ron Perlman como Silvestre
- Jon Polito como Jefe
- Collin Wilcox Paxton como Bella, una amable anciana sin hogar que cuida de Fluke durante algún tiempo hasta su muerte.
- Georgia Allen como Rose, una señora de la limpieza.

## Reparto de voces
- Matthew Modine como Fluke
- Sam Gifaldi como el joven Fluke
- Samuel L. Jackson como Rumbo, el mejor amigo de Fluke

## Doblaje
| Personaje         | Doblaje al español |
| ----------------- | ------------------ |
| Fluke             | Víctor Mares Jr.   |
| Joven Fluke       | Erika Robledo      |
| Thomas P. Johnson | Víctor Mares Jr.   |
| Carol Johnson     | Angelines Santana  |
| Brian Johnson     | Marcela Bordes     |
| Jeff Newman       | Ulises Cuadra      |
| Rumbo             | Juan Zadala        |
| Bert              | Guillermo Romano   |
| Jefe              | Alejandro Abdalah  |
| Sylvester         | Luis Solís         |
| Bella             | María Becerril     |
| Jane              | Gabriela León      |
| Libby             | Rocío Gallegos     |
| Insertos          | Leonardo Araujo    |